# Motorenprüfstand

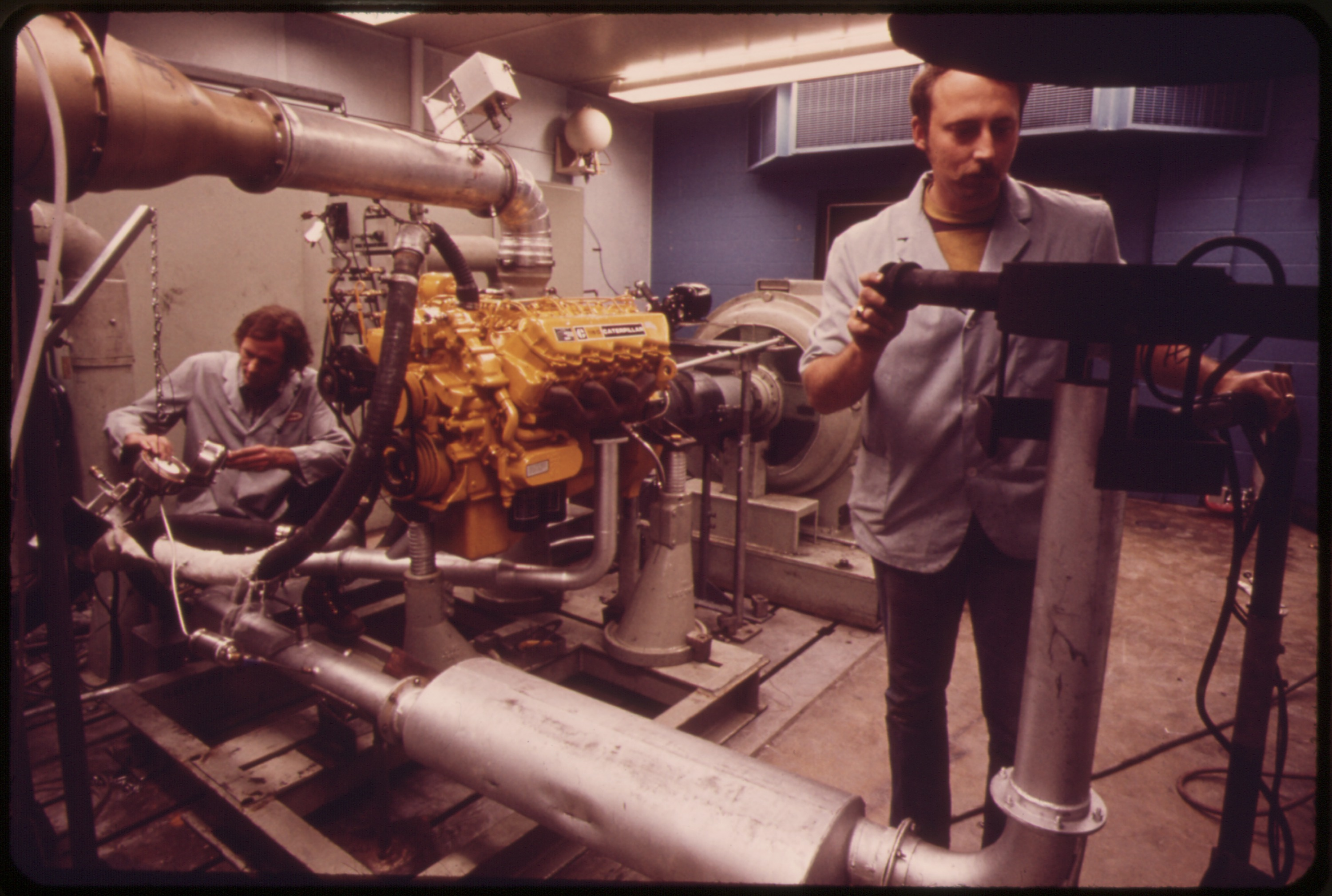
Abgasmessung auf dem Motorenprüfstand (1973)

Motorprüfstände dienen dazu, Motoren (Elektro-, Hydraulik- oder Verbrennungskraft-Maschinen) unabhängig von ihrem normalen Einsatzumfeld zu untersuchen.  Handelt es sich nur um die Grundparameter Drehzahl und Drehmoment, aus denen dann die Leistung berechnet werden kann, spricht man im Allgemeinen von einer Leistungsprüfanlage. Ist die Messwerterfassung weiter ausgebaut (Kraftstoffverbrauch, Abgas, Geräusch, Schwingung, Temperaturverhalten), ist der Begriff des Prüfstandes gebräuchlich. 
Für Fahrzeuge kommen neben den Motorprüfständen auch Rollenprüfstände zum Einsatz, auf denen das gesamte Fahrzeug überprüft werden kann. Bremsenprüfstände und Getriebeprüfstände (kurz Aggregateprüfstände) dienen der Prüfung passiver Komponenten und benötigen eine entsprechende Belastungsmaschine. 

## Verwendungszweck
Ein Motorenprüfstand kann zwei Zwecken dienen:
- Untersuchung der Motorfunktion. Dabei werden die oben genannten Parameter gemessen und dokumentiert. Ziel ist entweder die Überprüfung auf Einhaltung vorgegebener Sollwerte (z. B. in der Produktion), oder die Optimierung von Eigenschaften wie Energieverbrauch und Umweltbelastung (im Entwicklungsprozess).
- Untersuchung der Motorhaltbarkeit. In diesem Fall werden die Motoren unter Extrembedingungen betrieben, um in einer gegenüber der üblichen Nutzung stark verkürzten Zeit Schwachstellen von Motorbauteilen zu korrigieren.

## Funktion
Traditionelle Motorenprüfstände gestatten es, einzelne Arbeitspunkte des zu prüfenden Motors stationär einzustellen, wobei die zu messenden Parameter meist in einem Drehzahl/Drehmoment-Diagramm eingetragen werden. Hier genügen als verhältnismäßig einfache Belastungsmaschinen Bremsen, mit deren Hilfe man das vom Prüfling (Motor) aufzubringende Drehmoment einstellen kann. 
Die heute einzuhaltenden Randbedingungen machen es zumindest für die Motorhersteller notwendig, auf Prüfständen auch dynamische Zyklen („Fahrkurven“) zu fahren, die sich den realistischen Einsatzbedingungen des Motors annähern. Da dazu sowohl schnelle Änderungen von Drehmoment und Drehzahl, als auch eine Umkehr der Drehmomentrichtung (Schubbetrieb) notwendig sind, kommen in diesem Fall nur elektrische Belastungsmaschinen zum Einsatz.

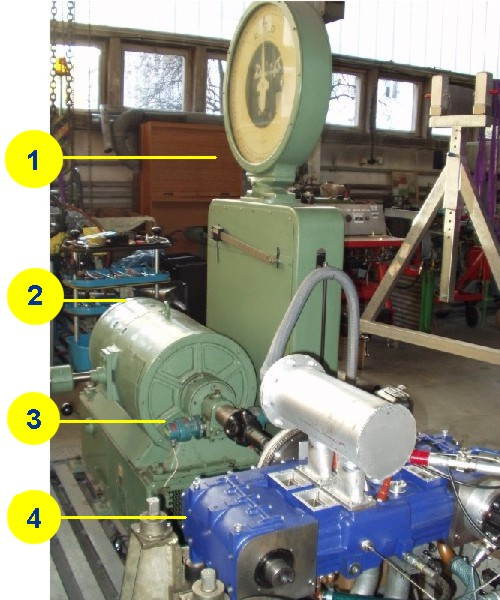
Verbrennungsmotor auf einem Prüfstand mit Gleichstrom-Pendelmaschine

## Aufbau eines  Prüfstands
Mit einer auf dem Prüfstand angebrachten Bremseinrichtung wird die zu prüfende  Antriebsmaschine gekoppelt (über Antriebswelle, Gelenkwelle, ggf. Getriebe).
Das Bild zeigt einen traditionellen, heute jedoch veralteten Prüfstandsaufbau:
1. Drehmomenten-Waage (mechanische Drehmoment-Messeinrichtung)
2. Gleichstrom-Pendelmaschine (Belastungsmaschine)
3. Tachogenerator (Drehzahl-Messeinrichtung)
4. Gegenkolbenmotor (zu prüfende Antriebsmaschine)

## Belastungsmaschinen
Die Belastungsmaschine muss so ausgelegt sein, dass sie die volle Leistung des Prüflings aufnehmen und dessen maximales Drehmoment abfangen kann; sie muss für die maximale Drehzahl des Prüflings geeignet sein.
Für Testzustände im Schubbetrieb muss sie geeignete Drehzahlen und Drehmomente erbringen können.

### Passive Belastungsmaschinen (Bremsen)

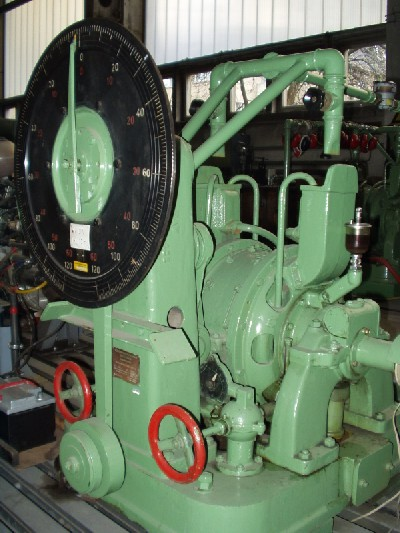
Wasserwirbelbremse des VEB Dieselmotorenwerk Schönebeck

- Wasserwirbelbremsen (Einstellung des Drehmoments durch Änderung der Wasserführung)
- Wirbelstrombremsen (Einstellung des Drehmoments durch Änderung des Stroms und damit des Magnetfelds)
- Hysteresebremsen
- Magnetpulverbremsen

Sie gestatten nur den Betrieb in zwei Quadranten, d. h. der Prüfling treibt an, die Belastungsmaschine bremst, in beide Drehrichtungen.

### Aktive Belastungsmaschinen
- Gleichstrommaschinen
- Asynchronmaschinen
- Drehstrom-Synchronmaschinen

Passive wie auch aktive Arten kommen am Motorenprüfstand im generatorischen Betrieb (Prüfling treibt an) zum Einsatz, die aktiven Belastungsmaschinen hingegen auch im Schubbetrieb (Prüfling wird angetrieben). Die Einstellung des Drehmoments erfolgt jeweils mit Hilfe von aufwändigen Leistungselektronik-Komponenten. Besonders die für Asynchronmaschinen erforderlichen Frequenzumrichter stellen einen hohen Kostenfaktor dar. Trotzdem befinden sich heute wegen ihrer guten dynamischen Eigenschaften und wegen ihrer Robustheit überwiegend Asynchronmaschinen im Einsatz. In der Vergangenheit nutzte man häufig die Möglichkeit, Gleichstrommaschinen mit Hilfe eines Leonardsatzes zu regeln.

## Messverfahren
Die recht einfache Messung der Drehzahl am Prüfstand erfolgt heute üblicherweise digital mit Hilfe von Inkrementalgebern, Absolutwertgebern oder Resolvern. Letztere kommen insbesondere dann zum Einsatz, wenn bis zum Stillstand, daher Drehzahl 0, geregelt werden soll. Traditionell kamen Tachogeneratoren zum Einsatz. 
Die Messung des Drehmoments erfolgt auch heute noch in vielen Bereichen mittels einer drehbar gelagerten Belastungsmaschine (Pendelmaschine). Der Stator stützt sich über einen Hebelarm mit definierter Länge auf einer Kraftmessdose ab. So ist die Bestimmung des Lastmomentes aus der Abstützkraft (Reaktionsmoment) heraus möglich. Dieses Verfahren hat jedoch die gravierenden Nachteile, dass die Pendellagerreibung das gemessene Drehmoment verringert und die hohe Masse des Stators wie ein Tiefpassfilter wirkt und somit hochfrequente Anteile herausfiltert. Die genannten Nachteile werden mit den zunehmend zum Einsatz kommenden mitdrehenden Drehmoment-Messeinrichtungen gelöst. Diese sind im Antriebsstrang zwischen Prüfling und Belastungsmaschine angeordnet und sind als Welle, Flansch, Nabe, elastische Kupplung oder Hardyscheibe erhältlich, wobei der Drehmomentmessflansch aufgrund seiner geringen Baugröße, hohen Steifigkeit und je nach Messprinzip (Scherung oder Biegung) hohen Genauigkeit die größte Verbreitung in Prüfständen der Automobilindustrie findet. Die Übertragung des Messsignals vom Rotor an den Stator erfolgt telemetrisch oder seltener über Schleifringe.
Die optionale Abgasmesstechnik umfasst die Probennahme an verschiedenen Stellen der Abgasanlage. Das Gas wird über konditionierte Messgasleitungen mehreren Analysatoren für die Messung gasförmigen Schadstoffe, für Partikel und ggf. für weitere Abgasbestandteile bereitgestellt.

## Prüfstandssteuerung
Die Steuerung des Prüfstandes erfolgt über eine Beeinflussung von Drehzahl und Drehmoment. Dabei ist es von der Lage der Kennlinien im Drehzahl/Drehmoment-Diagramm abhängig, welche Größe vorzugsweise durch Veränderungen an der Belastungsmaschine und welche durch Veränderungen am Prüfling erzielt werden. Bei der Prüfung von Verbrennungsmotoren wird vorzugsweise die Drehzahl an der Belastungsmaschine und das Drehmoment durch 'Gas geben' am Verbrennungsmotor vorgegeben (wechselseitige Beeinflussung). Motorenprüfstände bauen meist Resonanzen auf, welche die Messungen erheblich erschweren. Hier kann und muss durch geeignete Maßnahmen wie flexiblen Verbindungselementen aus Elastomer / Metall-Elastomer gegengesteuert werden.

## Weitere Komponenten
Zur weiteren Ausstattung von Motorenprüfständen gehören diverse Aggregate:
- Kühl- und Sicherheitseinrichtungen
- Abgas- oder Absauganlagen

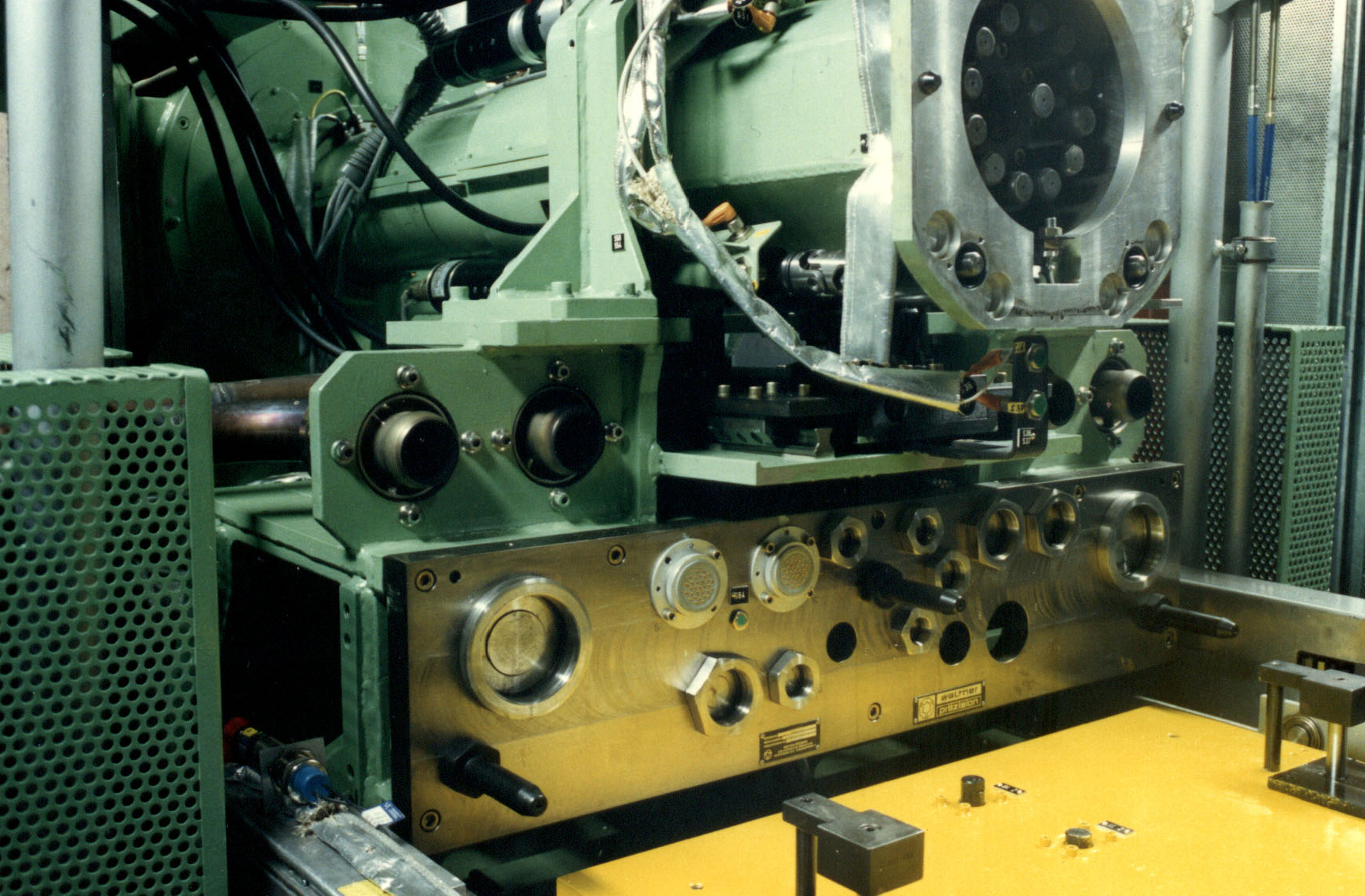
Prüfstandseitiges Dockingsystem mit zahlreichen Kupplungselementen und separaten Abgaselementen

- Bei Entwicklungsprüfständen oder in der Motoren-Serienprüfung können horizontal oder vertikal angeordnete Dockingsysteme, zum automatisierten Kuppeln von fluidischen und elektrischen Leitungen (Kraftstoff, Öl, Luft, Kühlwasser, Abgase, Elektrostecker usw.), die Rüstzeit auf ein Minimum verkürzen.
- Moderne Motorprüfstände sind mit einem rechnergesteuerten Automatisierungssystem zur Abarbeitung von Prüfläufen und zur automatischen Messwerterfassung ausgerüstet.
- Eine besondere Rolle spielt bei Verbrennungsmotoren die kurbelwinkelsynchrone Messung des Drucks im Brennraum (Indiziereinrichtung).
- Sonderausstattungen sind die Ausrüstung des Prüfstands als  schalltoter Raum (schallgedämpfter Motorenprüfstand), als Klimakammer (Kälte, Hitze), Höhenprüfstand oder Schwenkprüfstand.

## Kategorien von Motorenprüfständen abhängig von ihrem Einsatzfeld

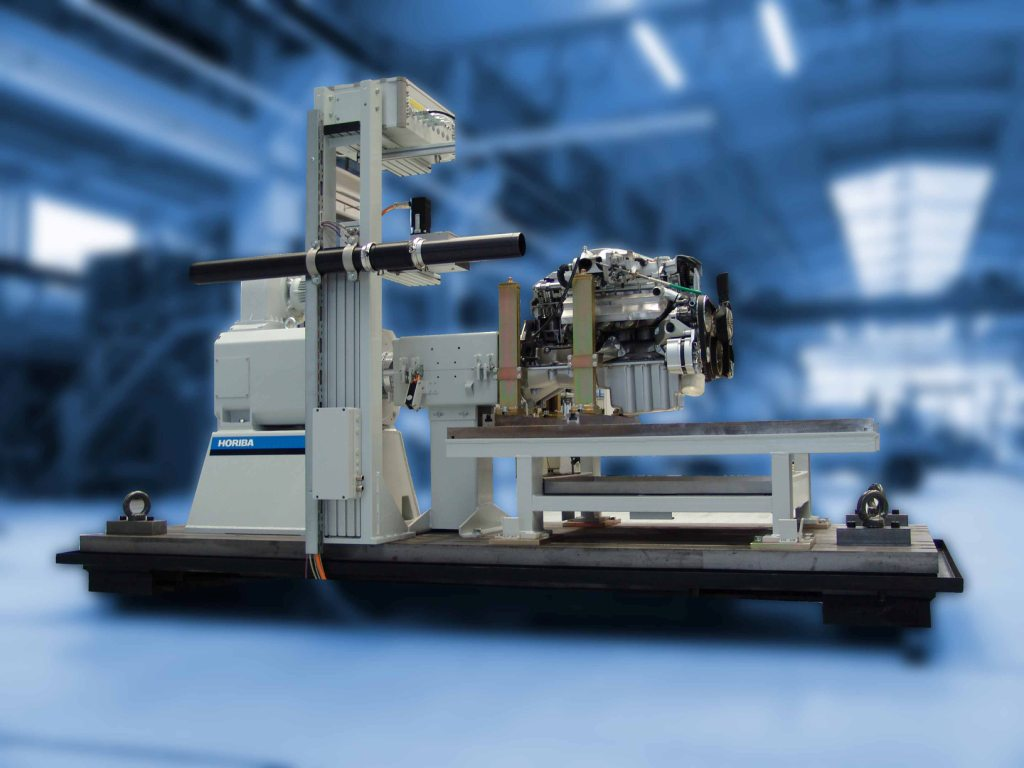
Transienter Motorenprüfstand

- Forschung und Entwicklung von Motoren, typischerweise in Entwicklungszentren der Automobilhersteller
- Optimierung / Tuning gebräuchlicher Motoren, typischerweise in Servicezentren oder im Motorsport
- Bandende-Prüfung in Fertigungsstraßen der Automobilhersteller
- besondere Prüfstände für Strahltriebwerke